# Sandra-Stella Triebl
Sandra-Stella Triebl (nacida el 7 de mayo de 1973) es una editorial suiza.

## La vida
Sandra-Stella Triebl estudió estudios de medios, biología y ciencias políticas en la Universidad de Zúrich. Es la fundadora y editora de la editorial de negocios para mujeres Swiss Ladies Drive (desde 2007), editora en jefe de la revista femenina y de negocios Ladies Drive, fundadora de la serie de eventos Bar Talks y presidenta de la League of Leading Ladies Conference.
En 2018, Sandra-Stella Triebl fundó el primer Foro de Innovación Femenina con el objetivo de brindar a las mujeres que han fundado nuevas empresas su propia plataforma y la oportunidad de establecer contactos con el mundo de los negocios.

## Enlaces web
- Literatura de y sobre Sandra-Stella Triebl en la base de datos bibliográfica WorldCat

- Datos: Q58738942